# Веледницкая, Лия Бенционовна
Ли́я Бенцио́новна Веледни́цкая (29 января 1925, Москва — 11 марта 2012, Москва) — радиорежиссёр, Заслуженный артист РСФСР (1989), режиссёр Главной редакции радиовещания для детей Государственного комитета СССР по телевидению и радиовещанию.

## Биография
Родилась в Москве в семье служащих. Во время Великой Отечественной войны из Москвы не выезжала, работала швеёй-мотористкой на фабрике по пошиву военного обмундирования, продолжая учёбу в Школе рабочей молодёжи и одновременно занимаясь в театральной студии.
В 1944 году окончила школу и поступила на работу в Московский городской дом пионеров на должность режиссёра-педагога театральной студии.
В декабре 1945 года поступила в Всесоюзный комитет по радиофикации и радиовещанию при Совете народных комиссаров СССР на должность помощника режиссёра, была помощником и ученицей выдающегося режиссёра Розы Марковны Иоффе, создателя детского радиотеатра.
В 1957 году окончила Литературное отделение Редакционно-издательского факультета Московского заочного полиграфического института, получив специальность редактора.
С 1956 года работала режиссёром Главной редакции радиовещания для детей Государственного комитета СССР по телевидению и радиовещанию.
В её радиотруппе были такие актёры, как Михаил Ульянов, Сергей Юрский, Михаил Козаков, Зиновий Гердт, Георгий Вицин, Ростислав Плятт, Игорь Кваша, Аркадий Райкин, Олег Табаков, Евгений Весник, Николай Литвинов, Людмила Шапошникова, Мария Бабанова, Лариса Гребенщикова, Ия Саввина, Татьяна Пельтцер, Юрий Яковлев, Нина Дорошина и многие другие.

Не было артиста, кто бы ее не знал. Более того, ради нее отменяли съемки, сдвигали графики, переносили премьеры. А все почему? Потому, что эта Лия, не обладая средством Макропулоса, продлевала артистам молодость. Вот, скажем, Олег Табаков — в свои 40 он сыграл 12-летнего мальчишку в «Дикой собаке Динго». Рядом с ним у микрофона работали тоже «мальчишка» и «девчонка» — Олег Ефремов и Ия Саввина. А великая Мария Бабанова? Ей было немало лет, когда она за кадром играла 18-летнюю девушку.
44 года на Всесоюзном радио в редакции для детей и юношества. И более ста работ, которые вошли в золотой фонд радио. Можно сказать, что в эфире она дала вторую жизнь русской классике.
— Юбилей у микрофона, Московский комсомолец, 2005
С момента открытия в 1983 году уникального Музея одной картины в г. Пензе и до 1994 года Лия Веледницкая была режиссёром всех литературно-музыкальных композиций, сопровождающих показ картин. В музее выставлялись известные картины, привозимые из лучших музеев страны. Перед демонстрацией картины зрителям показывали слайд-фильм о художнике и его творчестве, по сценарию московского писателя-искусствоведа В. И. Порудоминского. Текст читали ведущие актёры столичных театров: М. Ульянов, О. Ефремов, О. Табаков, Р. Плятт и др.
Лия Веледницкая работала во Всесоюзном радио до выхода на пенсию. Ушла на пенсию в должности режиссёра высшей категории в 1989 году, продолжив работу в качестве внештатного режиссёра.
В начале 90-х годов Главная редакция программ для детей и молодежи прекратила своё существование. Однако, жанр радиотеатра не был забыт, и уже в 1992-м году радиорежиссёр Виктор Трухан создает в Москве компанию «Vox Records».
На этой студии под режиссурой Лии Веледницкой вышли такие аудиопостановки, как «Без вины виноватые», «Хорошее общество» А. И. Куприна, «Гога Веселов», «Бобыль» Д. В. Григоровича, «Трое мужчин и одна женщина» по повести А.Аверченко, и другие.

— Веледницкая — это уникум, а то, что сейчас радиотеатра практически нет, — это колоссальная потеря. И для радио, и для искусства.— Олег Табаков
Скончалась 11 марта 2012 года, похоронена в Москве на Востряковском кладбище.

## Радиоспектакли и аудиопостановки
| Название                                                                       | Год  | Работа                 |
| ------------------------------------------------------------------------------ | ---- | ---------------------- |
| «451° по Фаренгейту (451 градус по Фаренгейту)»                                | 1966 | режиссёр               |
| «Бегущая по волнам»                                                            | 1980 | режиссёр, инсценировка |
| «Бежин луг»                                                                    | 1983 | режиссёр               |
| «Без вины виноватые»                                                           | 2002 | режиссёр               |
| «Белинский. Эпизоды жизни»                                                     | 1975 | режиссёр               |
| «Белый пудель»                                                                 | 1981 | режиссёр               |
| «Белым по черному»                                                             | 1962 | режиссёр               |
| «Бобыль»                                                                       | 1991 | режиссёр, сценарист    |
| «Бузинная матушка»                                                             | 1985 | режиссёр               |
| «В гимназии»                                                                   | 1985 | режиссёр, инсценировка |
| «В средневековой школе»                                                        | 1971 | режиссёр               |
| «В тундре»                                                                     | 1986 | режиссёр, инсценировка |
| «Великий сатирик»                                                              | 1976 | режиссёр, инсценировка |
| «Визит»                                                                        | 1985 | режиссёр               |
| «Владимир Иванович Даль»                                                       | 1981 | режиссёр               |
| «Возвращение»                                                                  | 1965 | режиссёр               |
| «Володя нашёл друга»                                                           | 1961 | режиссёр               |
| «Володя слушает сказку»                                                        | 1958 | режиссёр               |
| «Воробьиный царь»                                                              | 1963 | режиссёр               |
| «Восславивший свободу»                                                         | 1966 | режиссёр               |
| «Вперед, сыны Эллады!»                                                         | 1971 | режиссёр               |
| «Встреча пернатых»                                                             |      | режиссёр               |
| «Где это видано, где это слыхано»                                              | 1988 | режиссёр               |
| «Гога Веселов»                                                                 | 2005 | режиссёр, инсценировка |
| «Горные вершины»                                                               | 1977 | режиссёр               |
| «Горячий камень»                                                               | 1968 | режиссёр               |
| «Гость из Красной книги, Изгнанник»                                            | 1988 | режиссёр               |
| «Девочка на шаре»                                                              | 1969 | режиссёр, инсценировка |
| «Дельфийский оракул»                                                           | 1973 | режиссёр               |
| «Детство Тёмы»                                                                 | 1983 | режиссёр, инсценировка |
| «Детям о Калинине»                                                             | 1982 | режиссёр               |
| «Джура»                                                                        | 1972 | режиссёр               |
| «Дикая собака Динго, или Повесть о первой любви»                               | 1971 | режиссёр, инсценировка |
| «Дорога уходит в даль»                                                         | 1957 | режиссёр               |
| «Дороги сказки. Сказка о рыбаке и рыбке»                                       | 1986 | режиссёр               |
| «Дубровский»                                                                   | 1978 | режиссёр               |
| «Дюймовочка»                                                                   | 1977 | режиссёр               |
| «Елена Стахова»                                                                | 1978 | режиссёр               |
| «Жизненный подвиг Н. Г. Чернышевского»                                         | 1984 | режиссёр               |
| «Жили-были… Сказки Бабы Яги»                                                   | 1989 | режиссёр               |
| «Завтра была война»                                                            | 1987 | режиссёр, инсценировка |
| «Записки охотника»                                                             | 1986 | режиссёр               |
| «Звездопад»                                                                    | 1987 | режиссёр               |
| «Звёздный час профессора Штернберга»                                           | 1968 | режиссёр               |
| «Зербино-дровосек»                                                             | 1959 | режиссёр               |
| «Золушка»                                                                      | 1975 | режиссёр, инсценировка |
| «История одного музыканта»                                                     | 1983 | режиссёр, инсценировка |
| «Как игрушки пошли учиться, или Петя Кляксин на необитаемом острове»           | 1964 | режиссёр               |
| «Как медведя переворачивали»                                                   |      | режиссёр               |
| «Камо»                                                                         | 1970 | режиссёр               |
| «Карел Чапек и его книги»                                                      | 1988 | режиссёр               |
| «Когда качало меня солнце»                                                     | 1979 | режиссёр               |
| «Красная рябина»                                                               | 1972 | режиссёр               |
| «Л. Н. Толстой и его современники»                                             | 1985 | режиссёр               |
| «Ленивые гномы»                                                                | 1977 | режиссёр               |
| «Летающая собака»                                                              | 1972 | режиссёр               |
| «Летучий корабль»                                                              | 1984 | режиссёр               |
| «Лика»                                                                         | 1989 | режиссёр, инсценировка |
| «Лучший из сынов твоих… (Н. А. Добролюбов)»                                    | 1986 | режиссёр               |
| «Любимец муз (А. Дельвиг)»                                                     | 1973 | режиссёр               |
| «М. Н. Ермолова — первая российская народная артистка»                         | 1969 | режиссёр               |
| «Маки на море»                                                                 | 1969 | режиссёр               |
| «Мальчик и злая медведица»                                                     | 1955 | режиссёр               |
| «Мальчики»                                                                     | 1980 | режиссёр               |
| «Марина Цветаева. Начало пути»                                                 | 1988 | режиссёр               |
| «Мартовские иды»                                                               |      | режиссёр               |
| «Медвежий сон»                                                                 | 1971 | режиссёр               |
| «Мещёрская сторона»                                                            | 1985 | режиссёр               |
| «Мина взорвется в 6.50»                                                        | 1964 | режиссёр               |
| «Может быть и я хороший?»                                                      | 1967 | режиссёр               |
| «Мэри Поппинс»                                                                 | 1968 | режиссёр               |
| «Н. А. Добролюбов в Петербурге»                                                | 1984 | режиссёр               |
| «На берегах Сакраменто»                                                        | 1987 | режиссёр, инсценировка |
| «Наследник торгового дома»                                                     | 1954 | режиссёр               |
| «Небольшая ошибка»                                                             | 1968 | режиссёр               |
| «О девочке-светлянке, О льве и зайчике, Золотой ключик, О мальчике Александре» | 1986 | режиссёр               |
| «Однажды летом на шоссе под Берлином»                                          | 1989 | инсценировка           |
| «Олеся»                                                                        | 1991 | режиссёр, инсценировка |
| «Отшельник и Роза»                                                             | 1969 | режиссёр               |
| «Память»                                                                       | 1976 | режиссёр, инсценировка |
| «Первая любовь»                                                                | 1990 | режиссёр, инсценировка |
| «Петька на даче»                                                               | 1979 | режиссёр               |
| «Побег»                                                                        | 1986 | режиссёр               |
| «Повесть о настоящем человеке»                                                 | 1979 | режиссёр               |
| «Подвиги Геракла»                                                              | 1973 | режиссёр               |
| «Приключения Пифа»                                                             | 1960 | режиссёр               |
| «Пушкин и Глинка»                                                              | 1977 | режиссёр               |
| «Рассказ о говорящих цыплятах, Дон Кихоте и дуэли на корабле»                  | 1963 | режиссёр               |
| «Родные просторы»                                                              | 1983 | режиссёр               |
| «Рудин»                                                                        | 1980 | режиссёр               |
| «Русский мальчик»                                                              | 1985 | режиссёр, инсценировка |
| «Рыцарь печального образа»                                                     | 1980 | режиссёр               |
| «Свинопас»                                                                     | 1978 | режиссёр               |
| «Сигнальщики и горнисты»                                                       | 1986 | режиссёр               |
| «Сказка о человеке, который отправился искать улыбку»                          | 1975 | режиссёр               |
| «Собрание чудес»                                                               | 1972 | режиссёр               |
| «Спутники нашего детства. Честное слово»                                       | 1972 | режиссёр               |
| «Старая крепость. 4 — Город у моря»                                            | 1956 | режиссёр               |
| «Судьба человека»                                                              | 1982 | режиссёр               |
| «Счастливый конец»                                                             | 1974 | режиссёр               |
| «Сын Аксиньи Ивановны»                                                         | 1983 | режиссёр               |
| «Сын штаб-лекаря»                                                              | 1975 | режиссёр               |
| «Танька»                                                                       | 1979 | режиссёр               |
| «Тапёр»                                                                        | 1955 | режиссёр               |
| «Телеграмма»                                                                   | 1973 | режиссёр, инсценировка |
| «Тихо шагающее королевство»                                                    | 1967 | режиссёр               |
| «Третий адъютант»                                                              | 1986 | режиссёр               |
| «Три ржаных колоса»                                                            | 1983 | режиссёр               |
| «Трое мужчин и одна женщина»                                                   | 2003 | режиссёр, сценарист    |
| «Трясогузка-ледоломка»                                                         | 1971 | режиссёр               |
| «Устное народное творчество. Сказки»                                           | 1978 | режиссёр               |
| «Учитель музыки»                                                               | 1984 | режиссёр               |
| «Хорошее общество»                                                             |      | режиссёр, инсценировка |
| «Хочешь быть моим дедушкой?»                                                   | 1987 | режиссёр               |
| «Царевич Розмарин»                                                             | 1988 | режиссёр               |
| «Что за прелесть эти сказки (Скатерть, баранчик и сума, Кузьма Скоробогатый)»  | 1983 | режиссёр               |
| «Юность Ломоносова»                                                            | 1961 | режиссёр               |